# 日本トランペット協会
日本トランペット協会（にほんトランペットきょうかい、英語名称：Japan Trumpeters' Association、略称：JTA）は、日本のトランペット音楽の普及を目的として1982年に設立された団体。会員は演奏家・教育者・アマチュア奏者・愛好家・学生などで構成されている。国際トランペット協会に加盟している。

## 組織の構成
日本トランペット協会は、3つの支部から成り立っている。
- 道東トランペット協会
- 道央トランペット協会
- 九州トランペット協会

## 賛助会員
- アートミュージックスリーアート
- グローバル
- 下倉楽器
- ジャパンロータリートランペットセンター
- 全音楽譜出版社
- ダク
- ドルチェ
- ネロ楽器
- 野中貿易
- ビーフラット・ミュージック
- ビュッフェ・クランポン
- プリマ楽器
- 山野楽器海外営業部
- ヤマハアトリエ東京
- ヤマハミュージックトレーディング

## おもな主催事業
- トランペット・アンサンブル・コンサート&フォーラム